# Tatort: Freitagsmörder
Freitagsmörder ist ein Fernsehfilm aus der Krimireihe Tatort, der vom Hessischen Rundfunk (HR) unter der Regie von Heinz Schirk produziert und am 21. Januar 1996 im Programm Das Erste zum ersten Mal gesendet wurde. Es handelt sich um die 325. Tatort-Folge und den dreizehnten Fall des Frankfurter Kriminalhauptkommissars Edgar Brinkmann.
In Frankfurt treibt ein Serienmörder sein Unwesen. Nachdem ein Trittbrettfahrer zuschlägt, gelingt es Brinkmann nicht nur diesen, sondern auch den „Freitagsmörder“ zu fassen.

## Handlung
Helmut Seiff leidet seit Jahren unter seiner dominanten Mutter, die ihn stets spüren lässt, wie sehr ihr Leben anders verlaufen wäre, wenn sie sich nicht um ihn hätte kümmern müssen. Um seinen Frust abzubauen, lauert er blonden jungen Frauen auf, die er stets freitagnachts mit einem Hammer und einem einzigen Hieb erschlägt. So hält er seit einigen Wochen als sogenannter „Freitagsmörder“ die Polizei und die Presse in Atem. Sein jüngstes Opfer ist eine Krankenschwester, der er zu Dienstschluss auflauerte. In der Zeitungsredaktion unken die Kollegen schon, dass das nächste Mal wohl ihre Kollegin Lisa Droste das nächste Opfer wäre, schließlich ist auch sie blond und geht jeden Freitag in einem Tanzverein trainieren. Wie es der Zufall will, streikt ihr Wagen, als sie heimfahren will. Ihr Trainer ist ausgerechnet Helmut Seiff und bietet sich als Begleitung an, damit sie sicher nach Hause kommt.
Am nächsten Tag wird Lisa Droste erschlagen vor ihrer Terrassentür aufgefunden. Die Spuren weichen ein wenig vom übrigen Mordmuster des „Freitagsmörders“ ab, daher sucht Kommissar Brinkmann nach Hinweisen auf ein Motiv. Der Untermieter, Konrad Biber, berichtet von Selbstmordabsichten des Opfers. Er gibt offen zu, mit Lisa Droste vor einiger Zeit ein Verhältnis gehabt zu haben. Auch Helmut Seiff wird von Brinkmann aufgesucht, da das Opfer zuletzt auf dem Tanzabend lebend gesehen wurde. Seiff zeigt sich überrascht und Brinkmann schöpft keinen Verdacht.
Am nächsten Freitag macht sich Seiff erneut auf Mordtour, doch läuft es diesmal schief. Das potentielle Opfer, eine Musikerin, bemerkt ihn, und er muss fliehen. Dabei verliert er seinen Hammer und der Polizei fallen so verwertbare Fingerabdrücke in die Hände. Außerdem erinnert sich die junge Frau an das Rasierwasser und meint, dass sie es auf jeden Fall wiedererkennen würde. Umgehend sucht sich Seiff ein neues Opfer. Die Wahl fällt auf Sabine Trautmann, die ihm in seinem Musikgeschäft aufgefallen war und der er Adresse und Telefonnummer entlocken kann. Akribisch plant er seinen kompliziert gewordenen nächsten Mord. Er besorgt sich einen neuen Hammer und kauft sich gute Handschuhe, um keine Fingerabdrücke mehr zu hinterlassen. Zufällig trifft er im Kaufhaus auf sein letztes Opfer. Sein Rasierwasser fällt der Frau sofort auf, und sie verständigt Brinkmann. Dieser begibt sich in polizeilicher Begleitung zu ihm, doch ist Seiff weder zu Hause noch in seinem Geschäft anzutreffen. Assistent Wegener sichert das Rasierwasser und da nach der kriminaltechnischen Untersuchung auch die Fingerabdrücke übereinstimmen, steht die Identität des „Freitagsmörders“ fest. Brinkmann und Wegener versuchen, ihn ausfindig zu machen, und forcieren die Fahndung. Steckbriefe werden überall in der Stadt verteilt, Presse und Fernsehen mobilisiert.
Helmut Seiff ist derweil auf dem Weg zu Sabine Trautmann, die noch spät an ihrem Arbeitsort im Senckenberg Naturmuseum zu tun hat. Beim Verteilen der Handzettel fällt einem Polizeibeamten Seiffs Wagen auf dem Museumsparkplatz auf, da die Autonummer auf der Fahndungsliste steht. Mit großem Polizeieinsatz wird Seiff verhaftet, die Medien verkünden den Fahndungserfolg. Im Verhör gibt Seiffs seine Mordtaten zu und erklärt, wie es angefangen hat. Eigentlich hätte er seine Mutter umbringen wollen, aber das hätte er nicht gekonnt. Bei seinem Geständnis wird klar, dass er Lisa Droste nicht getötet hat.
Axel Droste und Erni Sicarius fühlen sich sicher, denn sie hatte ihre Rivalin getötet und es so aussehen lassen, als ob es der „Freitagsmörder“ gewesen wäre. Nachdem sie in der Zeitung lesen, dass Seiff nur vier Morde gestanden hat, werden sie unruhig. Brinkmann überrascht sie, als sie gerade die Tatwaffe im Garten vergraben wollen. So wird Axel Droste beschuldigt, seine Frau umgebracht zu haben. Nachdem ihn seine Geliebte Erni Sicarius zusätzlich belastet, bleibt der Tatverdacht bei Axel Droste.

## Rezeption

### Einschaltquoten
Die Erstausstrahlung von Freitagsmörder am 21. Januar 1996 erreichte für Das Erste einen Marktanteil von 25,06  Prozent und wurde in Deutschland von 9,20 Millionen Zuschauern gesehen.

### Kritiken
Die TV-Spielfilm-Fernsehzeitung meint zu diesem nur mäßig spannenden Tatort: „So dröge kann die Mördersuche sein.“